# Amerikanska Samoa i olympiska vinterspelen 1994
Amerikanska Samoa deltog i olympiska vinterspelen 1994. Detta var första och hittills enda gången landet deltog i olympiska vinterspelen. Amerikanska Samoas trupp bestod av två män. Faauuga Muagututia, 35 år, 283 dagar, och Brad Kiltz, 36 år, 171 dagar. Båda deltog i bob.

## Resultat

### Bob
- Två-manna
  - Faauuga Muagututia och Brad Kiltz - 39